# Idris Mbombo
Idris Ilunga Mbombo (sinh ngày 1 tháng 6 năm 1996 ở Lubumbashi, Cộng hòa Dân chủ Congo) là một cầu thủ bóng đá người Cộng hòa Dân chủ Congo hiện tại thi đấu cho Nkana F.C. của Giải bóng đá ngoại hạng Zambia as of 2017.

## Zambia
Ghi hơn 22 bàn, anh giúp Kabwe Warriors thăng hạng năm 2015, Mbombo được tặng danh hiệu anh hùng của câu lạc bộ, mặc dù chỉ thi đấu một mùa giải.
Với mức lương là 17000 Zambian kwacha 1 tháng với ZESCO United, tiền đạo người Congo đưa ra những cử chỉ không thích hợp sau khi ghi bàn cho họ, sau đó đã xin lỗi vì hành động của mình.
Anh được triệu tập về Kabwe warriors từ ZESCO United mùa đông năm 2016.